# 聖母子と聖カテリナと羊飼い
『聖母子と聖カテリナと羊飼い』（せいぼしとせいカテリナとひつじかい、伊: Madonna del Coniglio, 英: Madonna with Rabbit）は、イタリアの画家ティツィアーノ・ヴェチェッリオにより1525年から1530年頃に描かれた絵画である。宗教画。『ウサギの聖母』『ウサギのいる聖母』とも。
聖母マリアを中心とした聖人の集まりが描かれており、聖会話というジャンルに分類される。パリにあるルーヴル美術館に所蔵されている。

## 作品
アルプス山脈を遠景に望むヴェネツィアの夕暮れ時の田園風景が描かれている。画面中央に描かれた、赤色のドレスと濃紺のマントを身につけた女性が、聖母マリアである。
マリアは、右手で白いウサギを撫でながら、傍らにいる白いドレスの女性に抱かれた自らの息子である幼児、イエス・キリストに視線を投げかけている。古来よりウサギは、肉体的に接触することなく繁殖する動物であると考えられており、このことから聖母マリアの処女性が想起される。
マリアの傍らにいる女性は、白い布で包まれたキリストを抱いており、16世紀頃にヴェネツィアで女性の既婚者が一般的に身につけていたような衣服を着ている。彼女は、殉教の印である車輪の上に足を置いていることから、アレクサンドリアのカタリナであるとわかる。
マリアの前に置かれた果物かごの中には、リンゴやブドウが入れられている。リンゴは、エヴァの原罪を象徴するものであり、ブドウは、ブドウ酒、すなわちキリストの血を意味している。果物かごは、キリストによる贖罪を象徴している。アレクサンドリアのカタリナの足もとには、イチゴが描かれている。
画面右側では、羊飼いの男性がヒツジの世話をしている。羊飼いは、古代の異教に対してキリスト教が取って代わり、勝利をつかんだことを想い起こさせる。

## 科学的調査
エックス線を用いた調査によって、当初、聖母マリアは、羊飼いのほうを向いており、腕を曲げて膝の上に載せていたことがわかっている。